# Белокриницкий, Василий Степанович
Василий Степанович Белокриницкий (23 августа 1927, село Раставица — 31 июля 2023, Николаев) — доктор медицинских наук, учёный в области гистологии и физиологии головного мозга, специалист в области молекулярной биологии и биологического действия электромагнитных излучений. Работал в Украинском НИИ медицины транспорта в должности главного научного сотрудника лаборатории гигиены и промышленной экологии. Ветеран Великой Отечественной войны, ветеран труда.

## Биография
За участие в Великой Отечественной войне был награждён 20-ю государственными наградами. 
В 1952 году после окончания с отличием военно-медицинского училища выполнял функции начальника медицинской части 146 Отдельного Гвардейского батальона связи 7-й Гвардейской Киевско-Берлинской танковой дивизии 3-й механизированной армии. В 1957 году был уволен в запас.
В 1957—1962 годах обучался на лечебном факультете Киевского медицинского института, где изучал гистологию и физиологию нервной системы, в частности, биологическое действие неионизирующих микроволновых излучений сверхвысокой частоты.
После окончания мединститута с рекомендацией на научную работу, был приглашен в лабораторию биофизики сектора радиобиологии Института физиологии им. А. А. Богомольца АН УССР на должность научного сотрудника по изучению лучевой болезни и разработки методов лечения этого заболевания. В институте Белокриницкий В. С. усовершенствовал существующие и разработал новые методы исследования механизмов физиологических процессов. Разработал метод комплексной одновременной регистрации электрической активности разных участков головного мозга и периферической нервной системы и зарегистрировал закономерности при действии СВЧ-поля.
С приходом в Институт физиологии видного учёного в области электрофизиологии Филиппа Николаевича Серкова на должность заместителя директора по научной работе Белокриницкий под его руководством выполнил диссертацию «Нейронные связи некоторых областей неокортекса с гиппокампом» и защитил её по специальности «Гистология» (1971). Выявил прямые связи нейронов хвостатого ядра с нейронами лобной доли коры мозга. Это исследование легло в основу нового понимания механизмов работы мозга и роли лимбической системы в функции памяти.
Продолжил комплексные исследования биологического действия неионизирующих излучений сверхвысокой частоты в Киевском НИИ общей и коммунальной гигиены им. А. Н. Марзеева МЗ Украины, будучи врачом-инспектором Управления науки и координации научных исследований в НИИ Украины, куда был приглашен в 1971 году. Возглавил группу гистохимии и электронной микроскопии, разработал методику по определению изменений биологически активных веществ: полисахаридов, нуклеиновых кислот, ферментов.
18 мая 1977 года ему было присвоено учёное звание старшего научного сотрудника по специальности «Молекулярная биология». В том же году по приказу Министра здравоохранения СССР Е. Чазова его командировали советником на Кубу для подготовки кандидатов наук. Работая профессором кафедры патологической анатомии Гаванского университета, подготовил 6 кандидатов медицинских наук из числа врачей и преподавателей университета и 4 прозектора высшей категории военного госпиталя «Финлай». За успешную работу с кубинскими специалистами в области патологии Общество патологов Кубы присвоило Белокриницкому В. С. звание «Почётный член Общества патологов».
По возвращении с Кубы, с 1983 по 1988 годы, вёл закрытую комплексную тематику Министерства здравоохранения и Кабинета Министров Украины по гражданской обороне.
Впервые экспериментально доказал существование радиоволновой болезни. На основе изменения структуры, функций, метаболизма тканей организма в разных условиях эксперимента при действии СВЧ-поля описал этиологию и патогенез возникновения острой, подострой и хронической форм течения микроволновой патологии ещё в 1970-х годах. Описал закономерности негативного действия неионизирующих микроволновых излучений разной интенсивности. Впервые доказал возможность патологического действия больших, средних, слабых и малых доз СВЧ-поля на головной, спинной и костный мозг, печень, почки и репродуктивную систему от источников техногенного происхождения, дал определение закономерностям «Доза-эффект», «Доза-время-эффект», «Доза-кратность её повторения-время-эффект», которые легли в основу его докторской диссертации. Впервые доказал изменение структуры и функции центральной и периферической нервной системы, изменение памяти, условно-рефлекторной деятельности и поведение животных.
Результаты исследований изложены в большом количестве опубликованных научных работах в отечественных и зарубежных изданиях, обобщены в 4-х монографиях. В целом, он создал теорию микроволновой патологии электромагнитных излучений техногенного происхождения, обратил внимание на информационные свойства электромагнитных излучений Вселенной и их взаимодействие с электромагнитными процессами организма, создал новое направление в медицинской науке, которое обозначил как «биоэлектромагнитология». Разрабатывал поиск защитных средств организма от негативного действия патогенных излучений разных источников среды обитания человека.
В 2007 году был избран действительным членом-академиком Международной академии биоэнерготехнологий, в 2009 году — академиком-секретарём Причерноморского регионального отделения этой академии. 
Был членом Президиума Совета ветеранов г. Одессы, Председателем Одесского областного центра волонтеров, заместителем председателя Комиссии по здравоохранению города и области, членом редколлегии журнала «Актуальные вопросы транспортной медицины». Организовал школу и семинары по профилактике болезней и оказании паллиативной помощи больным, вёл активную работу в Украинском НИИ транспортной медицины, подготовку научных кадров.